# Lahetaguse
Koordinaten: 58° 11′ N, 22° 5′ O
Lahetaguse (deutsch Lahhentagge) ist ein Dorf (estnisch küla) an der Westküste der größten estnischen Insel Saaremaa. Es gehört zur Landgemeinde Saaremaa (bis 2017: Landgemeinde Salme) im Kreis Saare.

## Einwohnerschaft und Lage
Das Dorf hat 21 Einwohner (Stand 31. Dezember 2011). Es liegt direkt an der Ostsee an der kleinen gleichnamigen Bucht (Lahetaguse laht), 24 Kilometer südwestlich der Inselhauptstadt Kuressaare.

## Söhne und Töchter des Ortes

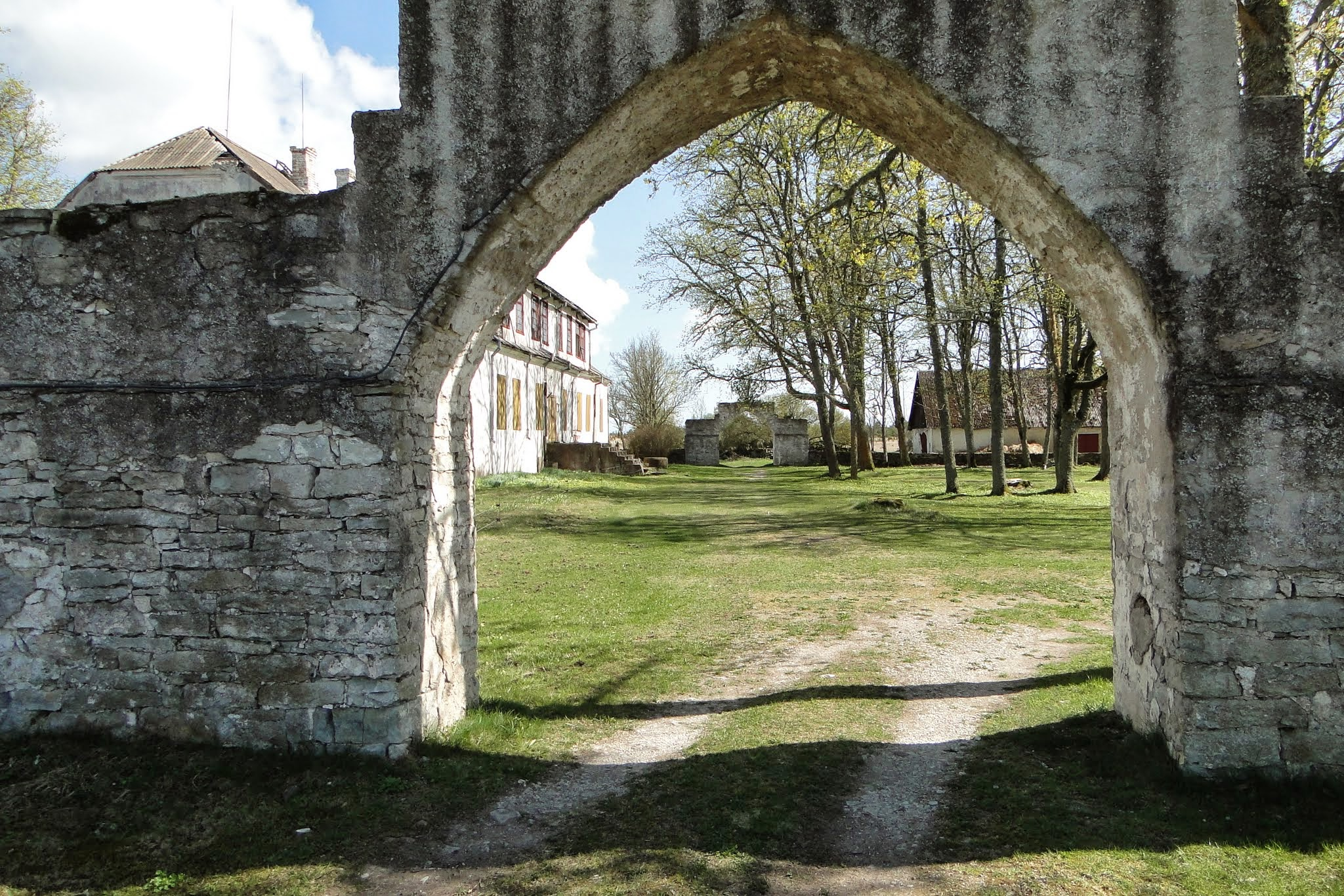
Der Landsitz der Familie von Bellingshausen auf Saaremaa

In Lahetaguse wurde der deutschbaltische Admiral und Seefahrer Fabian Gottlieb von Bellingshausen (1778–1852) geboren.